# Hažín
Hažín é um município da Eslováquia, situado no distrito de Michalovce, na região de Košice. Tem 16,32 km² de área e sua população em 2018 foi estimada em 478 habitantes.

## Demografia
| Ano:        | 1994 | 2004   | 2014   | 2024   |
| ----------- | ---- | ------ | ------ | ------ |
| Broj ljudi: | 435  | 452    | 478    | 466    |
| Razlika:    |      | +3,90% | +5,75% | -2,51% |

| Ano:               | 2023 | 2024   |
| ------------------ | ---- | ------ |
| Número de pessoas: | 472  | 466    |
| Diferença:         |      | -1,27% |